# Ziegenmilch

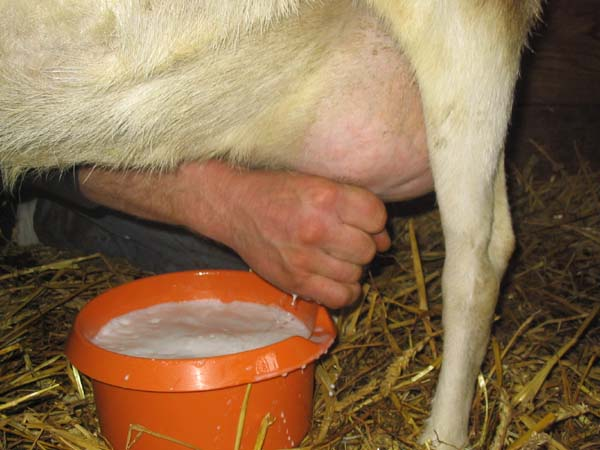
Ziegenmilch, von Hand gemolken

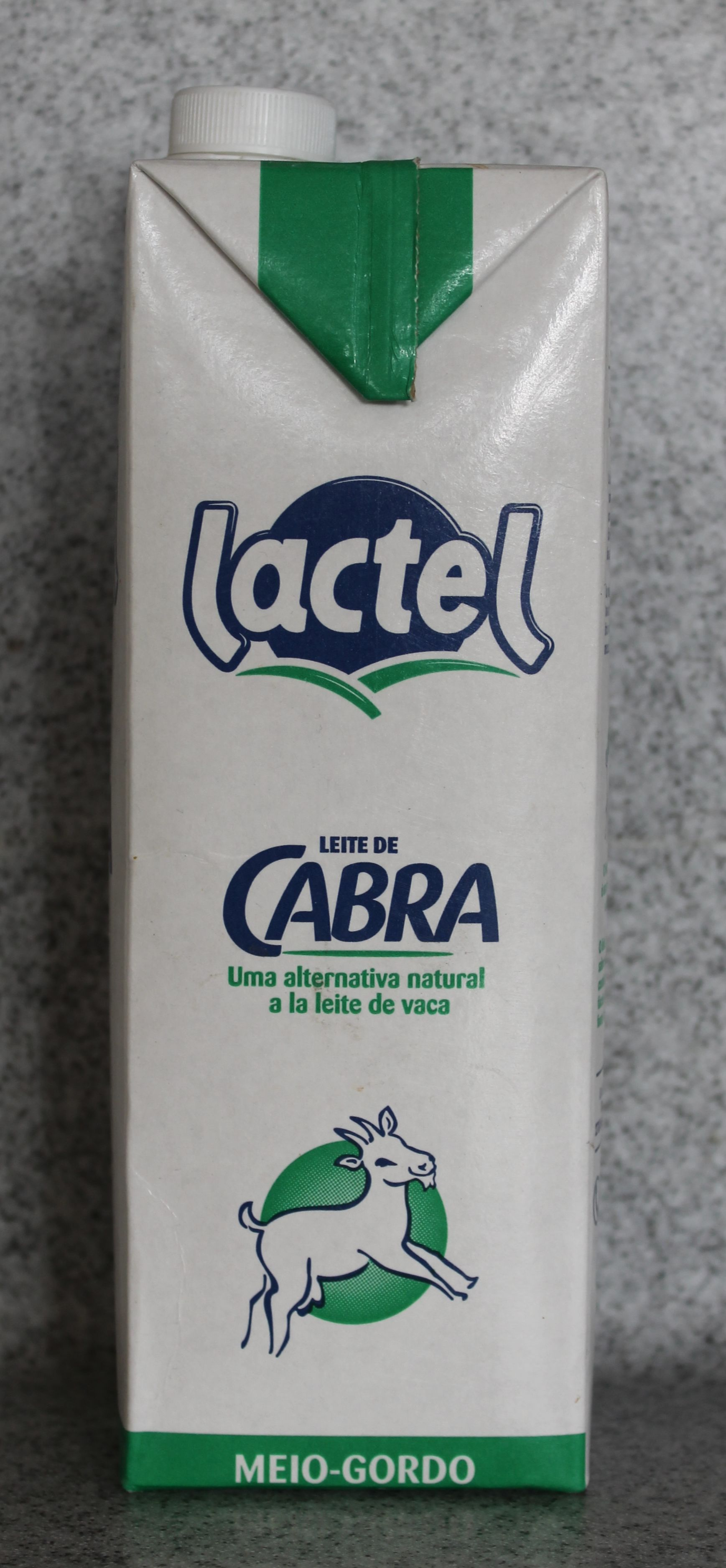
Ziegenmilch, in galicisch beschrifteter Verkaufsverpackung

Ziegenmilch ist die Milch von Hausziegen.

## Gewinnung
Ziegenmilch gewinnt man in Mitteleuropa vorwiegend von den Ziegenrassen (Milchziegen) Bunte Deutsche Edelziege, Weiße Deutsche Edelziege, Gescheckte Holländer Ziege, Toggenburger Ziege, Thüringer Waldziege und Saanenziege. Tiere mit hoher Milchleistung liefern jährlich 900 bis 1200 Liter, im Durchschnitt bringen Ziegen etwa 600 Liter im Jahr. Je nach Herdengröße werden die Ziegen manuell oder maschinell (mit Melkmaschinen) gemolken.

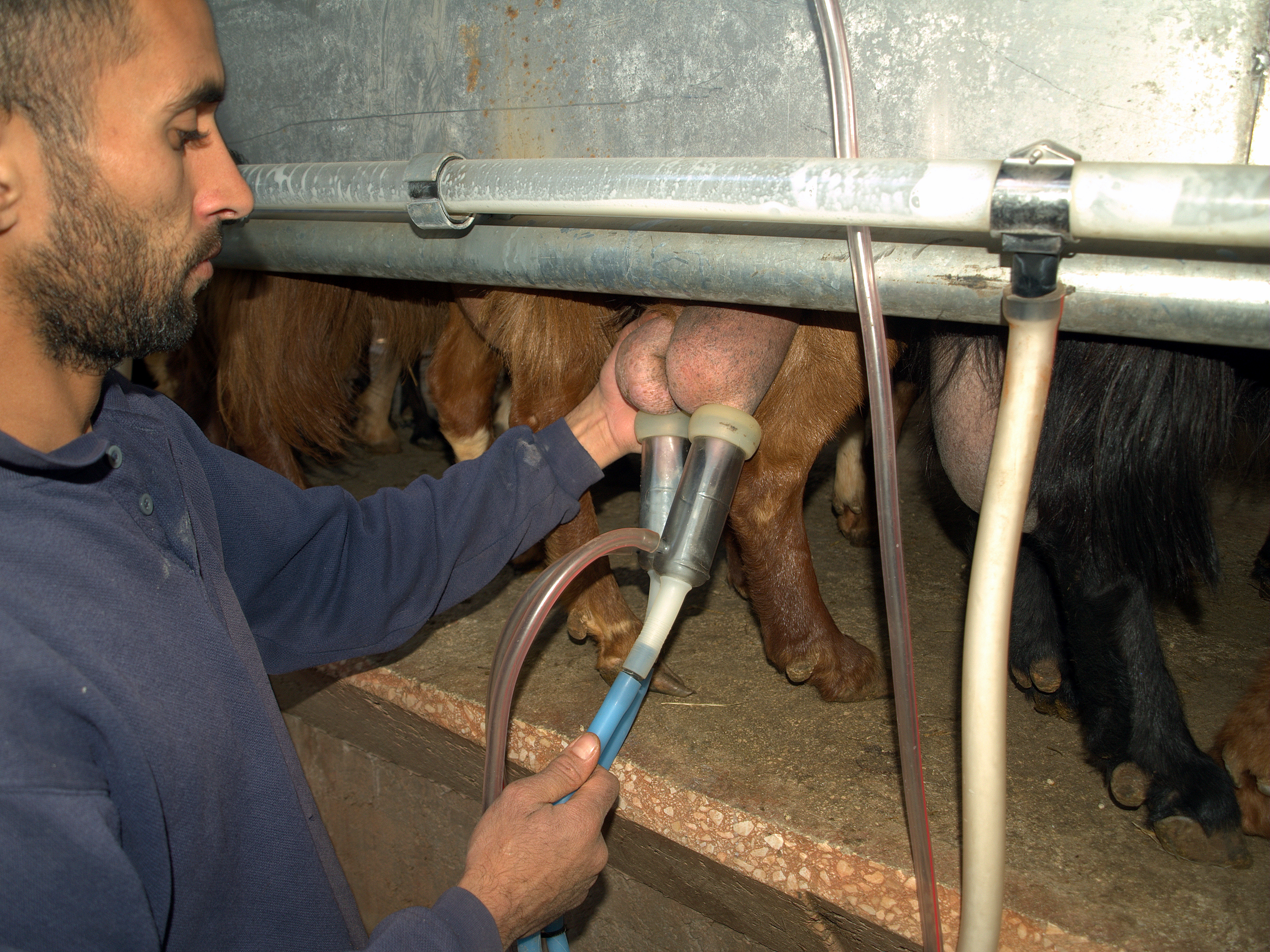
Melkmaschine an Ziegen in Israel

## Geschmack und Konsum
Ziegenmilch unterscheidet sich im Geschmack deutlich von Kuhmilch. Er wird als leicht süßlich, aromatisch oder streng beschrieben, wofür der höhere Gehalt an Caprinsäure und die schnelle Annahme von Fremdgerüchen (in früheren Zeiten oft des Stalls bzw. der Ziege selbst) verantwortlich sind. Der Geschmack hängt auch von den Haltungsbedingungen ab (mit oder ohne Bock, Weide- oder Stallhaltung). Meist wird Ziegenmilch in Form von Ziegenkäse konsumiert. Im Nahen Osten sowie Nordafrika ist auch die Verarbeitung zu Laban häufig.

## Inhaltsstoffe

Strukturformel von β-D-Lactose, dem wichtigsten Saccharid (Zucker) in der Ziegenmilch

Ziegenmilch enthält 2,8 bis 3,5 % Eiweiß, 2,7 bis 3,5 % Fett und 4,4 % Lactose. Im Nährwert und in der Trockenmasse unterscheidet sich Ziegenmilch nur unwesentlich von Kuhmilch.
Ziegenmilch enthält mehr kurz- und mittelkettige Fettsäuren als Kuhmilch. Diese Fettsäuren werden leichter vom Körper assimiliert als langkettige und sind daher besser verdaulich. Darüber hinaus sind die Fettkügelchen der Ziegenmilch kleiner als die der Kuhmilch. Die vielen kleinen Fettkügelchen ergeben eine größere Gesamtoberfläche und somit eine größere Angriffsfläche für Enzyme, was die Verdaulichkeit weiter verbessert. Man spricht auch davon, dass Ziegenmilch bereits „natürlich homogenisiert“ sei. Eine Homogenisierung (mechanisches Aufspalten der Fettkügelchen) wie bei Kuhmilch ist unter dem Aspekt der Verdaulichkeit bei Ziegenmilch daher nicht erforderlich. Dadurch entfallen die teilweise mit Homogenisierung in Verbindung gebrachten gesundheitlichen Nachteile.

## Verträglichkeit
Die Proteine der Ziegenmilch sind besonders gut verdaulich. Ziegenmilch hat einen niedrigeren Gehalt an Caseinen (Milchproteinen) und einen höheren Anteil an wasserlöslichem Molkenprotein als Kuhmilch. Vielerorts werden Ziegenmilch und Schafmilch als Alternative bei Kuhmilchallergie empfohlen. Studien zeigen, dass viele Kuhmilchallergiker Ziegenmilch vertragen. Eine generelle Empfehlung für Allergiker kann nicht ausgesprochen werden; vielmehr sollten Betroffene selbst mit kleinen Mengen testen, ob sie Ziegenmilch vertragen.

## Säuglingsnahrung
1816 empfahl der deutsche Mediziner Conrad Anton Zwierlein in seiner Schrift Die Ziege als beste und wohlfeilste Amme Säuglinge direkt aus dem Euter der Tiere trinken zu lassen. Das Verfahren hatte aber mehrere Nachteile: So bedurfte es mehrerer Personen, um Tier und Kind in Position zu halten. Außerdem enthält Ziegenmilch weder Folsäure noch Vitamin-B12, weshalb die ausschließliche Ernährung damit zur so genannten Ziegenmilchanämie führt. Die Europäische Behörde für Lebensmittelsicherheit hat Säuglingsanfangsnahrung auf Ziegenmilchbasis im Jahr 2012 als sicher und geeignet für die Ernährung gesunder Säuglinge angesehen: Nach Prüfung von vorgelegten Langzeitstudien bestünden keine Zweifel an der Eignung von Säuglingsnahrung auf Basis von Ziegenmilch.

## Sonstiges
Da der Absatz von Ziegenmilch in Bayern und der Schweiz in den letzten Jahren stark zugenommen hat, gab es dort um 2020 einen Überschuss an Ziegenfleisch.